# Saison 1974-1975 des Canadiens de Montréal
La saison 1974-1975 de hockey sur glace est la 66e saison que jouent les Canadiens de Montréal. Ils sont éliminés en demi-finale des séries contre les Sabres de Buffalo et Henri Richard joue sa dernière saison avec l'équipe.

## Intersaison
Frank Mahovlich quitte les Canadiens, en signant avec les Toros de Toronto de l'Association Mondiale de Hockey (AMH). Jacques Laperrière prend la retraite, incapable de s'entendre avec Scotty Bowman. Ken Dryden retourne aux Canadiens après sa stage en loi[Quoi ?].

## Saison régulière
Henri Richard joue sa 20e saison avec l'équipe, mais sa santé commence à détériorer. Lors d'un match contre les Sabres de Buffalo le 13 novembre 1974, il subit une fracture de la cheville gauche et ne joue pas de nouveau jusqu'au printemps 1975.
Guy Lafleur bat le record de Maurice Richard et Bernie Geoffrion pour 50 buts en une saison. Lafleur marque 53 buts et 119 points.

### Match après match
Cette section présente les résultats de la saison régulière.
Nota : Les résultats sont indiqués dans la boîte déroulante ci-dessous afin de ne pas surcharger la page. La colonne « Fiche » indique à chaque match le parcours de l'équipe au niveau des victoires, défaites et matchs nuls. Une victoire rapporte deux points et un match nul un seul point.
| No | Date       | Score | Adversaire            | Lieu     | Fiche | Pts |
| --- | ---------- | ----- | --------------------- | -------- | ----- | --- |
| 1 | 9 octobre  | 5-5   | Islanders de New York | Montréal | 0-0-1 | 1   |
| 2 | 12 octobre | 4-4   | Kings de Los Angeles  | Montréal | 0-0-2 | 2   |
| 3 | 15 octobre | 3-6   | Islanders de New York | New York | 0-1-2 | 2   |
| 4 |            |       |                       |          |       |     |
| 5 |            |       |                       |          |       |     |
| Cette section est vide, insuffisamment détaillée ou incomplète. Votre aide est la bienvenue ! Comment faire ? |            |       |                       |          |       |     |

## Séries éliminatoires
Au premier tour, était les Canadiens battent les Canucks de Vancouver en cinq matchs. Les Sabres de Buffalo remportent ensuite la demi-finale contre les Canadiens en six matchs. 

## Transactions
À la suite des séries éliminatoires 1975, Henri Richard prend sa retraite après 20 saisons dans la LNH. Capitaine des Canadiens depuis 1971, il est remplacé par Yvan Cournoyer à ce poste.